# L-01B
docomo STYLE series L-01B（ドコモスタイルシリーズ エル ぜろいち びー）は、LGエレクトロニクスによって開発された、NTTドコモの第三世代携帯電話（FOMA）端末である。docomo STYLE seriesの端末。

## 概要
- シンプルなデザインにポップでビビッドなカラーリングが特徴的な折りたたみ端末。ピンクとホワイトは単色で統一、イエローはブラックとブラックはブルーとのツートーンカラーのスポーティなカラーリングとなっている。
- 方向キー上部（下筺体側）には約1.6インチのタッチパネル式のサブディスプレイ「タッチボード」を配し、電話・メール・カメラ機能はもちろん、待受画面やゲームまでタッチ機能で様々な操作を行う事ができる。感圧式なので爪先でのタッチ操作も可能。電話帳に登録してある人の中から最大8人までを登録して通話やメール送信が可能なほか、よく使う機能を最大8件まで登録し、呼び出すこともできる。また受信メールボックスを開き、メール一覧の画面上でカーソルを動かすと、選択中のメール本文がタッチボードの画面上に表示されるので、いちいちメールを開かなくても受信メールを確認できたり、メールの返信や転送時には、元のメール本文を表示されるので、それを参照しながら、返信・転送メールを作成できる。メールの入力設定を「タッチボード」に設定すると、デコメール作成用のショートカットメニューが表示され、タッチボードに指先を触れて手書きのデコメ絵文字を作成したり、メール作成中に頻用する入力モードの切り替えもタッチ操作でできる。静止画撮影中は直近に撮影した4枚の静止画をサムネイル表示され、画面をタッチすれば、その画像を展開して閲覧できる。また動画再生時には撮影した動画を一時的に4分割し、それぞれの先頭場面をサムネイル表示。サムネイルをタッチするとその場面から再生することが可能。
- 背面にあるメインカメラの横には、60色の色を区別できるカラーセンサーを搭載しており、自分が着ている服や持ち物などをセンサーにあてて色を読み取ることができる「カラーリーダー」、自分の状態からお薦めの色が判定され、その気分に合わせたイルミネーションの点灯やメロディで癒やし効果を得ることができる「カラーセラピー」を搭載している。さらにカラーリーダーで判定された色のセラピー効果を確認でき、イルミネーションに設定したり、待受画面にも利用できる。
- メインカメラは510万画素のCMOSで、人物の顔を検出して魚眼レンズやアニマルマスクなどのユニークな効果をかける「おもしろフェイス撮影」や撮影した写真や動画にそれぞれ11種類のムービースタイルやBGMをつけてスライドショーを簡単に作成し、デジタルフォトフレームとして楽しめる「Muvee Studio」を搭載している。
- HSDPA7.2Mbpsに対応し、海外ではGSM方式でも利用できる。おサイフケータイやGPS（オートGPSは非対応）に対応する一方で、iコンシェルやBluetoothなどには非対応。メニュー画面の表示言語は日本語、英語、韓国語の3カ国語対応のマルチリンガルで、SMSは韓国語を入力して送受信が可能。

| 主な対応サービス                   | 主な対応サービス                                                    | 主な対応サービス                       | 主な対応サービス                                          | 主な対応サービス |
| ---------------------------------- | ------------------------------------------------------------------- | -------------------------------------- | --------------------------------------------------------- | ---------------- |
| タッチパネル                       | FOMAハイスピード7.2Mbps(受信)／5.7Mbps(送信)                        | Bluetooth                              | DCMX／おサイフケータイ                                    |                  |
| iアプリオンライン／地図アプリ      | 直感ゲーム／メガiアプリ                                             | iウィジェット                          | マチキャラ／iコンシェル                                   |                  |
| ホームU／ポケットU                 | GPS／オートGPS／ケータイお探し                                      | デコメール／デコメ絵文字／デコメアニメ | iチャネル                                                 |                  |
| 着もじ                             | テレビ電話／キャラ電                                                | ケータイデータお預かりサービス         | フルブラウザ                                              |                  |
| おまかせロック／バイオ認証         | 外部メモリーへiモードコンテンツ移行／ユーザーデータ一括バックアップ | トルカ                                 | iC通信／iCお引越しサービス                                |                  |
| きせかえツール／ダイレクトメニュー | バーコードリーダ／名刺リーダ                                        | 2in1                                   | エリアメール／ソフトウェアーアップデート自動更新          |                  |
| GSM／3Gローミング（WORLD WING）    | 着うたフル／うた・ホーダイ                                          | Music&Videoチャネル／ビデオクリップ    | デジタルオーディオプレーヤー(AAC)(WMA)(MP4)(SDオーディオ) |                  |

### ワンセグ機能
- 連続視聴時間 約150分
- EPG（プリインストール済み）
- 字幕放送
- 視聴予約

## プリインストールiアプリ
以下のiアプリが購入時に端末にプリインストールされている。
| アプリ名                    | 概要 |
| --------------------------- | --- |
| Mingle Mangle               | 隣り合ったミングル（キャラクター）を入れ替えながら、縦横方向に同じ種類のミングルを3つ以上並べるゲーム                     |
| Sudoku Cafe                 | 空いているマスに1～9の数字を入れるゲーム。ただし縦横の各列及び太線で囲まれた3×3のブロックに同じ数字が複数入ってはいけない |
| Gガイド番組表リモコン       | テレビ番組表とAVリモコン機能が1つになったアプリ                                                                           |
| iD設定アプリ                | おさいふケータイクレジット決済サービスiDの設定アプリ                                                                      |
| DCMXクレジットアプリ        | NTTドコモが提供するおさいふケータイクレジットDCMXの設定アプリ                                                             |
| モバイルGoogleマップ        | Googleマップのアプリ。GPSを使った道案内、経路検索、衛星写真、ストリートビューなどを利用できる                             |
| モバイルSuica登録用iアプリ  | モバイルSuica契約用のiアプリ                                                                                              |
| 楽オク出品アプリ2           | 楽天オークションにいつでもどこでもカンタンに出品できるアプリ                                                              |
| iアプリバンキング           | モバイルバンキングを簡単に利用するためのアプリ                                                                            |
| マクドナルド トクするアプリ | 日本マクドナルドのかざすクーポンなどを利用するためのアプリ                                                                |

上記のアプリの他、ドコモマーケットなどから、様々なアプリケーションをダウンロードし利用することが可能となる。